# 윈도우 8 에디션

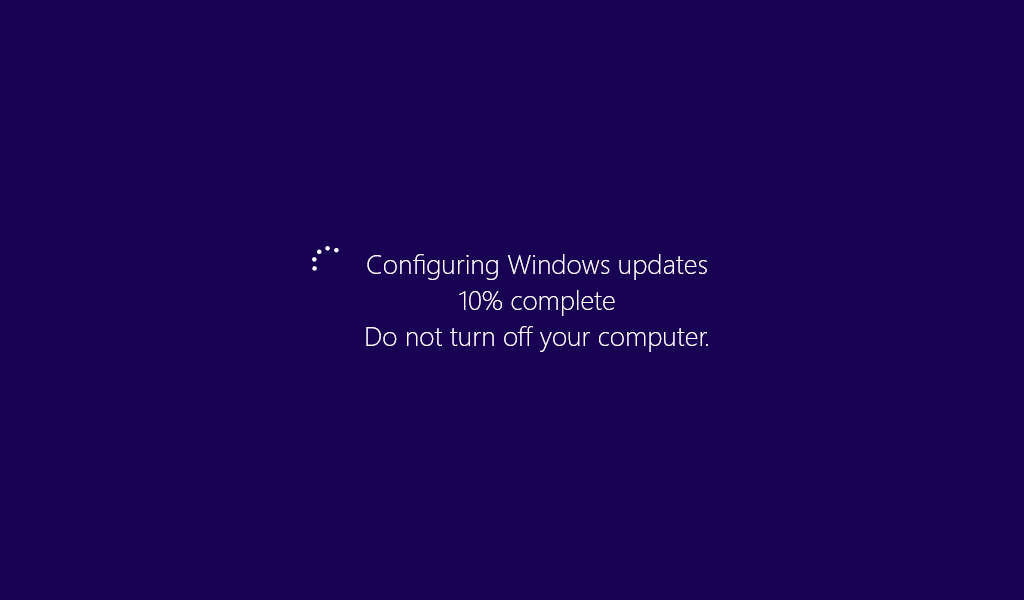

윈도우 8(Windows 8)은 각기 다른 기능들을 포함하는 4가지의 에디션으로 분류된다.

## 에디션
윈도우 7이나 윈도우 비스타와 달리, 스타터, 얼티밋, 홈 프리미엄, 홈 베이직이 제외되어 에디션 종류가 보다 간소화되었다. 또한, 상위 에디션에만 있던 기능이 윈도우 8에서는 모든 에디션에 포함된 기능이 있는데, 언어 팩을 사용하여 표시 언어를 변경할 수 있는 기능이다. 이는 윈도우 7에서 얼티밋과 엔터프라이즈 에디션에서만 가능했던 기능으로, 이 기능이 제외된 윈도우 8 에디션은 중국 및 일부 신흥국에서만 배포될 예정이다. 스티브 구겐하이머(Steve Guggenheimer) 부사장에 따르면, 중국에서는 특별히 지역화 에디션인 '중국용 윈도우 8'(Windows 8 For China)가 배포될 예정이다. 이는 상대적으로 낮은 금액으로 제공하여 중국에서 만연하는 불법 복제판을 억제하기 위한 의도이다.
윈도우 8 (Windows 8)
윈도우 8은 x86 및 x86-64 아키텍처용 기본 에디션으로, 윈도우 8 코어(Windows 8 Core)라고도 불린다. 이 에디션은 가정용 기능들을 포함하여 윈도우 8에 새로 추가된 모든 기본 기능을 제공한다. 시멘틱 줌, 라이브 타일, 윈도우 스토어, 인터넷 익스플로러 10, 연결 상태로 대기(connected standby), 마이크로소프트 계정 통합, 윈도우 바탕 화면 등을 제공하는 새 시작 화면이 그것이다.
윈도우 8 프로 (Windows 8 Pro)
윈도우 8 프로는 윈도우 7 프로페셔널과 얼티밋의 뒤를 잇는 에디션으로서, 고급 사용자와 비즈니스 사용자가 주 대상이다. 윈도우 8의 모든 기능 외에, 원격 데스크톱 서버로 운영, 윈도우 서버 도메인 참여, 암호화 파일 시스템(EFS), 하이퍼-V, 가상 하드 디스크(VHD) 부팅, 그룹 정책, 비트로커 및 비트로커 투 고 등의 고급 기능이 포함된다. 윈도우 미디어 센터는 윈도우 8 프로에서만 사용 가능한 기능으로, 사전 탑재가 아닌 사용자가 선택적으로 받을 수 있는 "추가 기능"으로서 제공될 것이다.
윈도우 8 엔터프라이즈 (Windows 8 Enterprise)
윈도우 8 엔터프라이즈는 윈도우 8 프로의 모든 기능을 포함하며, 추가로 IT 조직용 보조 기능이 제공된다. (아래 표 참조) 이 에디션은 2012년 8월 16일에 발표되었으며 Software Assurance 고객에게만 제공된다.
윈도우 RT (Windows RT)
윈도우 RT는 ARM 아키텍처를 지원하는 최초의 윈도우 버전이다. 태블릿 PC 등 ARM 기반 장치에 사전 설치된 형태로서만 제공되며, 그 이름은 마이크로소프트가 윈도우 8에서 선보이고 있는 윈도우 런타임 (WinRT) 개발 플랫폼의 이름을 따서 명명되었다. 터치 인터페이스에 최적화된 오피스 2013 주 프로그램(마이크로소프트 워드, 엑셀, 파워포인트, 원노트)이 기본 탑재되며, 장치 암호화 기능을 지원한다. 그룹 정책이나 도메인 지원 등 비즈니스를 위한 기능은 포함되지 않는다.

## 파생 버전
윈도우 8 에디션 이름 뒤에 다음과 같은 알파뱃이 붙여 있을 경우 일반적인 버전과 다소 차이점이 있는 버전이다. 이는 윈도우 8에서만 적용되고 윈도우 8 이전 버전과는 약간 다르다.
N
윈도우 미디어 플레이어가 사전 탑재되지 않은 버전이다. 2004년 유럽 위원회에서 마이크로소프트에 윈도우 미디어 플레이어를 사전 탑재하지 않도록 명령한 이후 발표되었다. 대한민국의 경우 K 버전의 특성을 포함한다.
E
인터넷 익스플로러가 사전 탑재되지 않은 버전이다. 유럽에 일부 언어로만 별도로 제공된다.
K
메신저 센터 및 미디어 플레이어 센터가 포함된 버전으로, 대한민국에만 제공된다. 2006년 공정거래위원회에서의 메신저와 미디어 플레이어 독점 관련 소송 이후 사용자의 선택권을 보장하기 위해 별도 발표되었다. K 버전이 대한민국에만 제공되는 것은 맞으나, K 자체가 한국어 버전이라는 의미는 아니다. 대한민국에서는 K 버전만 제공되기 때문에, 일반적으로 K를 붙이지 않기도 한다.

## 업그레이드 호환성
윈도우 7에서의 업그레이드는 아래 표와 같이 지원된다. 다른 모든 운영체제와 같이, 32비트에서 64비트 또는 64비트에서 32비트로의 업그레이드는 불가능하며, 윈도우 RT의 경우 ARM 아키텍처만을 지원하기 때문에 윈도우 7이 구동되는 어떠한 하드웨어에서도 설치가 불가능하다. 또한, 윈도우 XP 및 윈도우 비스타에서는 윈도우 8 프로로만 업그레이드할 수 있다.
| 윈도우 7 에디션 | 윈도우 RT로 업그레이드 | 윈도우 8로 업그레이드 | 윈도우 8 프로로 업그레이드 |
| --------------- | ---------------------- | --------------------- | -------------------------- |
| 얼티밋          | 아니요                 | 아니요                | 예                         |
| 프로페셔널      | 아니요                 | 아니요                | 예                         |
| 홈 프리미엄     | 아니요                 | 예                    | 예                         |
| 홈 베이직       | 아니요                 | 예                    | 예                         |
| 스타터          | 아니요                 | 예                    | 예                         |

윈도우 8 사용자는 윈도우 애니타임 업그레이드를 이용해 윈도우 8 프로로 업그레이드할 수 있다.

## 에디션별 기능
최대로 지원되는 시스템 제원(최대 지원 RAM 용량이나 논리 프로세서 수 등)은 아직 공식 발표된 사항이 없다.
| 기능                                         | 윈도우 RT         | 윈도우 8                          | 윈도우 8 프로                                 | 윈도우 8 엔터프라이즈                         |
| -------------------------------------------- | ----------------- | --------------------------------- | --------------------------------------------- | --------------------------------------------- |
| 제품 지원 종료                               | N/A               | 2016년 1월 12일                   | 2016년 1월 12일                               | 2016년 1월 12일                               |
| 기존 윈도우 응용 프로그램과의 호환성         | 아니요            | 예                                | 예                                            | 예                                            |
| 유통 경로                                    | OEM               | 리테일과 OEM                      | 리테일과 OEM                                  | 볼륨 라이선스 (KMS / MAK)                     |
| 아키텍처                                     | ARM (32비트)      | IA-32 (32비트) 및 x86-64 (64비트) | IA-32 (32비트) 및 x86-64 (64비트)             | IA-32 (32비트) 및 x86-64 (64비트)             |
| 안전 부팅(Trusted Boot)                      | 예                | 예                                | 예                                            | 예                                            |
| 사진 암호                                    | 예                | 예                                | 예                                            | 예                                            |
| 새 시작 화면, 시멘틱 줌, 라이브 타일         | 예                | 예                                | 예                                            | 예                                            |
| 터치 및 엄지손 키보드                        | 예                | 예                                | 예                                            | 예                                            |
| 언어 팩                                      | 예                | 예                                | 예                                            | 예                                            |
| 향상된 윈도우 탐색기                         | 예                | 예                                | 예                                            | 예                                            |
| 기본 앱                                      | 예                | 예                                | 예                                            | 예                                            |
| 파일 히스토리                                | 예                | 예                                | 예                                            | 예                                            |
| 초기 상태 복구 및 완전 초기화                | 예                | 예                                | 예                                            | 예                                            |
| 플레이 투(Play To)                           | 예                | 예                                | 예                                            | 예                                            |
| 연결 상태로 대기(connected standby)          | 예                | 예                                | 예                                            | 예                                            |
| 향상된 다중 모니터 지원                      | 예                | 예                                | 예                                            | 예                                            |
| 향상된 작업 관리자                           | 예                | 예                                | 예                                            | 예                                            |
| ISO 이미지 및 VHD 마운팅                     | 예                | 예                                | 예                                            | 예                                            |
| 모바일 인터넷 사용                           | 예                | 예                                | 예                                            | 예                                            |
| 마이크로소프트 계정                          | 예                | 예                                | 예                                            | 예                                            |
| 인터넷 익스플로러 10                         | 예                | 예                                | 예                                            | 예                                            |
| 윈도우 스토어                                | 예                | 예                                | 예                                            | 예                                            |
| Xbox Live 앱 (엑스박스 라이브 아케이드 포함) | 예                | 예                                | 예                                            | 예                                            |
| 익스체인지 액티브싱크                        | 예                | 예                                | 예                                            | 예                                            |
| 화면 분할(Snap)                              | 예                | 예                                | 예                                            | 예                                            |
| 가상 사설망(VPN) 연결                        | 예                | 예                                | 예                                            | 예                                            |
| 장치 암호화                                  | 예                | 아니요                            | 아니요                                        | 아니요                                        |
| 마이크로소프트 오피스 앱 사전 설치           | 예                | 아니요                            | 아니요                                        | 아니요                                        |
| 데스크톱                                     | 부분적            | 예                                | 예                                            | 예                                            |
| 저장소 공간                                  | 아니요            | 예                                | 예                                            | 예                                            |
| 윈도우 미디어 플레이어                       | 아니요            | 예                                | 예                                            | 예                                            |
| 윈도우 미디어 센터                           | 아니요            | 아니요                            | 추가 기능 설치시                              | 아니요                                        |
| 원격 데스크톱                                | 클라이언트        | 클라이언트                        | 클라이언트 및 호스트                          | 클라이언트 및 호스트                          |
| VHD로 부팅                                   | 아니요            | 아니요                            | 예                                            | 예                                            |
| 비트로커 및 비트로커 투 고                   | 아니요            | 아니요                            | 예                                            | 예                                            |
| 암호화 파일 시스템(EFS)                      | 아니요            | 아니요                            | 예                                            | 예                                            |
| 윈도우 도메인 참여                           | 아니요            | 아니요                            | 예                                            | 예                                            |
| 그룹 정책                                    | 아니요            | 아니요                            | 예                                            | 예                                            |
| 앱로커(AppLocker)                            | 아니요            | 아니요                            | 예                                            | 예                                            |
| 하이퍼-V                                     | 아니요            | 아니요                            | 부분적64비트 버전 및 SLAT 지원 CPU에서만 작동 | 부분적64비트 버전 및 SLAT 지원 CPU에서만 작동 |
| 윈도우 투 고                                 | 아니요            | 아니요                            | 아니요                                        | 예                                            |
| 다이렉트액세스(DirectAccess)                 | 아니요            | 아니요                            | 아니요                                        | 예                                            |
| 브랜치캐시(BranchCache)                      | 아니요            | 아니요                            | 아니요                                        | 예                                            |
| RemoteFX로 가상화 지원                       | 아니요            | 아니요                            | 아니요                                        | 예                                            |
| 모던 UI 스타일 앱 개발                       | 아니요            | 아니요                            | 아니요                                        | 예                                            |
| 윈도우 8.1로 업그레이드                      | 예(윈도우 RT 8.1) | 예                                | 예                                            | 아니요                                        |